# Wartberch
Die Burg Wartberch (Uuardbergi, Vuartberch) ist eine abgegangene, bereits in der frühen Neuzeit bis auf wenige Reste zerstörte Höhenburg oberhalb des Diemeltales, nahe der hessischen Grenze. Aus ihr entstand die Stadt Warburg im heutigen Kreis Höxter in Nordrhein-Westfalen.

## Geschichte

Die Burg im 16. Jh. (Georg Braun und Franz Hogenberg, 1582)

Der innere Burgbereich nach neuzeitlichen Grabungsbefunden

Scherbenfunde verweisen bereits auf eine Besiedlung des Berges seit der Jungsteinzeit. Die Anfänge einer Burganlage werden für die karolingisch/ottonische Zeit vermutet. Um 1000 war sie der Mittelpunkt einer Grafschaft, die weite Gebiete im sächsischen Hessengau, im Ittergau und im Nethegau umfasste und von den Haolden beherrscht wurde. Durch die günstige Lage auf einem Bergsporn nördlich der Diemel konnten von ihr aus die dort den Fluss kreuzenden Handelswege kontrolliert werden. Graf Dodiko, der letzte seines Stammes, feierte in ihrem mindestens zweigeschossigen Hauptgebäude 1017/18 gemeinsam mit Bischof Meinwerk das Andreasfest und verfügte nach dem tödlichen Unfall seines einzigen Sohnes und Erben, dass die Burg einschließlich der Andreaskapelle und der sonstigen zugehörigen Güter nach seinem Tod an das Hochstift Paderborn fallen solle.
Die Paderborner Bischöfe bauten die Burg im 12. und 13. Jahrhundert planmäßig zur Absicherung ihrer Grundherrschaft nach Süden aus, errichteten einen hohen Bergfried, erneuerten die Kapelle zu einer dreischiffigen Andreas-Basilika, deren Krypta noch erhalten ist und umgaben das ca. 1,5 ha große Burgplateau mit einer 2,20–2,45 m starken, noch in Teilen erhaltenen Ringmauer. Sie fügten im Norden eine Vorburg hinzu, erhoben die sich östlich der Burg entwickelnde Siedlung (villa) um 1190 zur Stadt (civitas) und gründeten wenig später auf dem nördlich davon gelegenen Bergrücken eine Neustadt (nova civitas), die bereits um 1239 eine ausgebildete Ratsverfassung aufwies. Als Burgmänner (milites) setzten sie unter anderem Ritter aus den Familien Berkule, Canstein, Pappenheim und Horhusen ein. Zu ihnen gehörte u. a. Konrad von Horhusen (1237–1326).
Zwischen den Burgmannschaften des Bischofs und den ihnen spätestens seit 1309 gemeinsam gegenüber auftretenden Städten Altstadt und Neustadt sind mehrere Streitigkeiten belegt, wobei die Burg allmählich an Bedeutung verlor. So ließen die seit 1436 rechtlich vereinigten Städte 1443 direkt vor der Burg den Sackturm errichten, um sie besser kontrollieren zu können. 1471 verpfändete der Bischof Simon III. zur Lippe die Burg an Johann von Horhusen mit der Verpflichtung, sie weiter auszubauen. Um 1584 zeigte sie jedoch bereits wieder Verfallserscheinungen und bestand noch aus dem bereits dachlosen und mit einem Strauch überwachsenen Bergfried, einem dreigeschossigen steinernen Hauptgebäude und einigen in Fachwerk errichteten Nebengebäuden. Während des Dreißigjährigen Krieges wurde 1631 der Bergfried nochmals renoviert und verstärkt. Danach verlor die Burg endgültig ihre militärische Bedeutung und auch ihre Wohnnutzung wurde aufgegeben. 1681 erneuerte Bischof Ferdinand von Fürstenberg lediglich die Kirche in verkleinerter Form als barocke, dem Heiligen Erasmus geweihte Wallfahrtskirche unter Erhaltung der unter ihr liegenden romanischen Krypta.
Abbildungen von 1795 und 1825 belegen, dass während der Zeit das Hauptgebäude nur noch eine Ruine war. Nach 1825 wurden schließlich der Turm und die anderen Gebäude, außer der Erasmuskapelle, abgebrochen und das Gelände wurde für den ab 1831 dort eingerichteten Burgfriedhof eingeebnet.